# 和田信業
和田 信業（わだ のぶなり）は、戦国時代から江戸時代初期にかけての武将。

## 略歴
永禄3年（1560年）、甲斐国甲斐武田氏の譜代家老である跡部勝資の子として生まれる。
武田氏の上野国西部への侵攻に際しては、上野の国人で和田城主・和田業繁の婿養子となり、天正3年（1575年）5月の長篠の戦いで業繁が戦死したため、家督を継いだ。業繁の戦死の直前に領内の清水寺に「八郎信業」名義で諸役免除を認める文書を業繁に代わって発給している。八郎は和田氏嫡男代々の名乗りとみられていることから、業繁の生前から後継者として位置づけられていたとみられている。上野の一国衆に過ぎなかった和田氏は、武田氏重臣の子を当主に迎えたことで武田家中において譜代の家臣並みの位置づけを得たとみられている。
天正10年（1582年）3月、甲州征伐で武田氏が滅亡するのに先立ち北条氏直に属したが、後に上野は織田信長の家臣・滝川一益が領有したため、織田氏の家臣となった。しかし6月の本能寺の変で信長が死去し、滝川一益も神流川の戦いで敗走したため、再び北条氏直の家臣となり、後北条氏では他国衆として遇された。後北条氏配下になった後も重んじられ、上野の国衆ではそれ以外には由良国繁にしか認められていなかった朱印の使用が許されている。天正18年（1590年）の小田原征伐では後北条方に与して小田原城に籠もったため、戦後に没落した。
以後は各地を放浪し、最終的には近江国武佐において元和3年（1617年）9月29日に死去。享年68。また、小笠原忠政に仕えたとする説もある。
嫡男・業勝が跡を継ぎ、その子孫は会津若松藩主・保科氏（松平氏）の家臣として仕えた。